# Mormântul tracic de la Sveștari

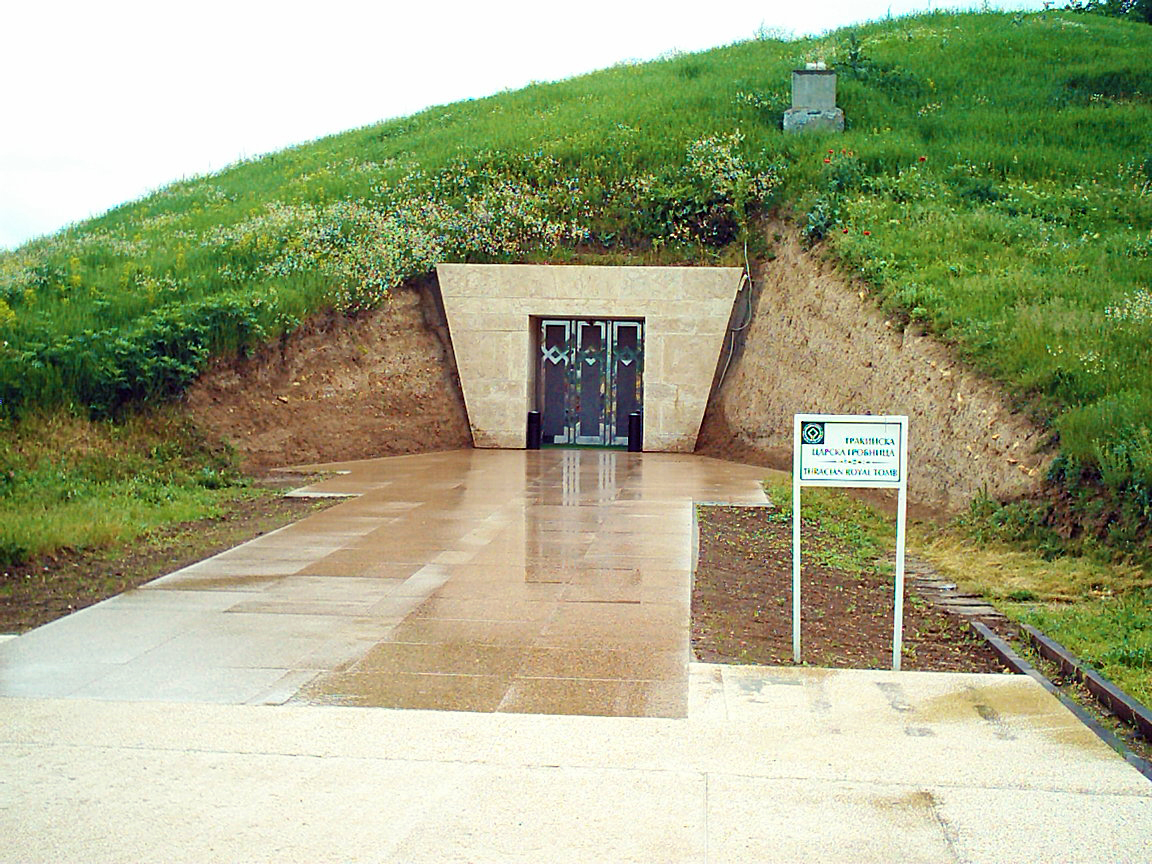
Intrarea în mormânt

Mormântul tracic de la Sveștari (în bulgară Свещарска гробница, Sveștarska grobnița) se află la 2,5 km sud-vest de satul Sveștari, regiunea Razgrad, aflat la 42 km nord-est de Razgrad, în nord-estul Bulgariei. Este posibil ca acesta să fie mormântul lui Dromihete (în greacă veche Δρομιχαίτης, transliterat: Dromihaites; c. 300 – c. 280 î.e.n.), rege al geților de pe ambele maluri ale Dunării inferioare (România și Bulgaria de astăzi) pe la 300 î.e.n., și ai soției sale, fiica regelui Lisimah (în greacă Λυσίμαχος, Lysimahos; c. 360 BC – 281 î.e.n.) care a fost general și diadoh („successor”) al lui Alexandru cel Mare.

## Date generale
Vestigiile acestui oraș neobișnuit de mare, întins pe 140 coline, au fost descoperite în Sveštari în apropiere de Isperich (regiunea Razgrad în Bulgaria). Săpăturile arheologice în incinta sa au scos la lumina zilei atât monumente megalitice cât și vestigiile unei așezări inițial deschise, care a fost apoi fortificată și a cunoscut perioade de înflorire în a doua jumătate a mileniului I î.Hr. și în decursul secolelor al IV-lea și al III-lea î.Hr., pe vremea când era probabil capitala statului get, numindu-se Daosdava (daòi este denumirea de origine traco-frigiană pentru „lupi”). 
Celebre sunt picturile murale și reliefurile celor zece cariatide care împodobesc un mormânt din incinta metropolei, consacrate înfățișării celor zece trepte ale drumului spre nemurire (vezi formele tracice ale orfismului). Acest mormânt este impresionant și prin dimensiuni: cripta are o înălțime de 4,45 m și o lungime de 3,92 m. Cariatidele sunt, conform orfismului tracic, organizate într-un grup de patru, care „susține” arhitrava, și două grupuri de câte trei, care împodobesc laturile încăperii. Picturile, rămase neterminate, o înfățișează pe Zeița Mamă, asistată de patru purtătoare de daruri și cununi, învestind pe cavalerul-rege trac cu puterea asupra lumii. Acest monument a fost inclus în 1985 în lista de locuri din patrimoniul mondial a UNESCO.
În necropolele din Daosdava s-au găsit numeroase morminte de câini, respectiv lupi, ceea ce ar explica numele metropolei cu o venerare sau cel puțin cu un anumit rol al acestor animale în riturile daco-geților. Lupul era probabil animalul sacrificat în celebrările hierogamiei, reprezentându-l pe Helios-Apollo. 

## Galerie de imagini

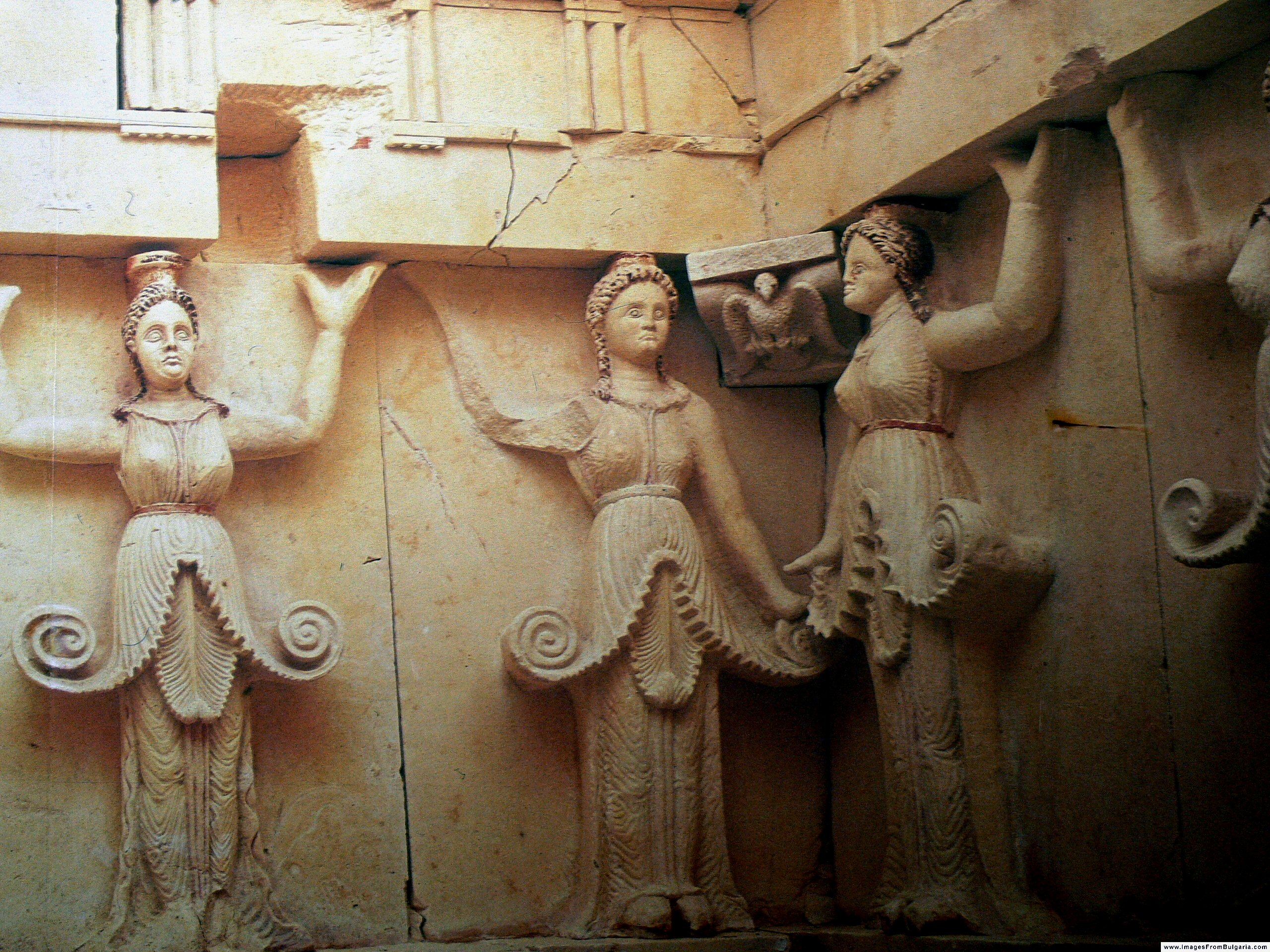
Câteva din cariatidele din mormânt